# Julian Schmid
Pour les articles homonymes, voir Schmid.
Julian Schmid, né le 1er septembre 1999, est un coureur du combiné nordique allemand.

## Biographie
Licencié au SC Oberstdorf, il prend son premier départ en compétition internationale en 2014.
Il remporte quatre médailles aux Championnats du monde junior : l'argent lors de l'édition 2018 à l'épreuve par équipes, dont il remporte le titre en 2019. En 2019, il est aussi sur deux podiums individuels : l'or au Gundersen / 5 km et l'argent au Gundersen / 10 km. Il fait ses débuts en Coupe du monde en janvier 2019 à Otepää, où avec une 26e place, il enregistre ses premiers points pour cette compétition. Son meilleur résultat individuel est quatorzième en décembre 2019.
Il remporte deux courses de la Coupe continentale en décembre 2019 à Park City.
En 2021, il n'est pas sélectionné pour les championnats du monde de ski nordique 2021 qui ont lieu chez lui, à Oberstdorf.

## Palmarès

### Jeux olympiques
| Épreuve / Édition | Individuel     | Individuel     | Par équipes Grand tremplin |
| Épreuve / Édition | Petit tremplin | Grand tremplin | Par équipes Grand tremplin |
| JO 2022 Pékin     | 8e             | 10e            | Argent                     |

### Championnats du monde
| Épreuve / Édition       | Individuel     | Individuel     | Par équipes           | Par équipes mixte |
| Épreuve / Édition       | Petit tremplin | Grand tremplin | Grand tremplin Relais | Petit tremplin    |
| Mondiaux 2023 Planica   | Argent         |                | Argent                | Argent            |
| Mondiaux 2025 Trondheim |                |                | Or                    | Argent            |

### Coupe du monde
- Meilleur classement général : 30e en 2021.
- 18 podiums individuel : 3 victoires, 7 deuxièmes places et 8 troisièmes places.
- Meilleur résultat individuel : 1er.
- 2 podiums par équipes dont 1 victoire.

#### Détail des victoires
| Édition / Épreuve | Gundersen              | Total |
| 2022-2023         | Ruka Otepää Oberstdorf | 3     |
| Total             | 3                      | 3     |

#### Classements détaillés
| Année     | Classement général final |
| --------- | ------------------------ |
| 2018-2019 | 46e                      |
| 2019-2020 | 32e                      |
| 2020-2021 | 30e                      |
| 2021-2022 | 12e                      |
| 2022-2023 | 3e                       |

### Coupe continentale
- 5 podiums, dont 2 victoires.

Palmarès au 24 mars 2021.

### Championnats du monde junior
| Épreuve / Édition | Épreuve / Édition | Kandersteg 2018 | Lahti 2019 |
| ----------------- | ----------------- | --------------- | ---------- |
| Gundersen (10 km) | Gundersen (10 km) |                 | Argent     |
| Gundersen (5 km)  | Gundersen (5 km)  |                 | Or         |
| Par équipes       | Par équipes       | Argent          | Or         |